# Lega Nazionale B 1992 (football americano)
La Lega Nazionale B 1992 è stata la 5ª edizione del campionato di football americano di secondo livello, organizzato dalla SAFV.

## Squadre partecipanti
| Club                | Città           | Stadio | Sponsor ufficiale | Risultato nella stagione 1991 |
| ------------------- | --------------- | ------ | ----------------- | ----------------------------- |
| Argovia Steelers    | Wohlen          |        |                   | Ottavo posto                  |
| Berner Grizzlies    | Berna           |        |                   | Secondo posto                 |
| Bienna Jets         | Bienne          |        |                   | Settimo posto in LNA          |
| Gladiators Pratteln | Pratteln        |        |                   | Quinto posto                  |
| Landquart Broncos   | Igis            |        |                   |                               |
| Lugano Seagulls     | Lugano          |        |                   | Settimo posto                 |
| Monthey Rhinos      | Monthey         |        |                   | Sesto posto                   |
| Turgovia Lions      | Canton Turgovia |        |                   |                               |
| Winterthur Warriors | Winterthur      |        |                   | Terzo posto                   |
| Zug Dolphins        | Zugo            |        |                   | Ottavo posto in LNA           |

## Stagione regolare

### Calendario

#### 1ª giornata
| 29 marzo 1992 | Bienna Jets | 38 – 0 | Argovia Steelers |  |

| 29 marzo 1992 | Winterthur Warriors | 48 – 0 | Lugano Seagulls |  |

| 29 marzo 1992 | Turgovia Lions | 35 – 12 | Landquart Broncos |  |

| 29 marzo 1992 | Monthey Rhinos | 14 – 20 | Berner Grizzlies |  |

#### 2ª giornata
| 5 aprile 1992 | Berner Grizzlies | 7 – 6 | Gladiators Pratteln |  |

| 5 aprile 1992 | Winterthur Warriors | 38 – 0 | Turgovia Lions |  |

| 5 aprile 1992 | Landquart Broncos | 0 – 42 | Zug Dolphins |  |

| 5 aprile 1992 | Argovia Steelers | 6 – 37 | Monthey Rhinos |  |

#### 3ª giornata
| 12 aprile 1992 | Bienna Jets | 30 – 12 | Monthey Rhinos |  |

| 12 aprile 1992 | Gladiators Pratteln | 14 – 7 | Argovia Steelers |  |

| 12 aprile 1992 | Zug Dolphins | 0 – 29 | Winterthur Warriors |  |

| 12 aprile 1992 | Lugano Seagulls | 23 – 0 | Turgovia Lions |  |

#### 4ª giornata
| 26 aprile 1992 | Argovia Steelers | 0 – 14 | Berner Grizzlies |  |

| 26 aprile 1992 | Gladiators Pratteln | 16 – 38 | Bienna Jets |  |

| 26 aprile 1992 | Landquart Broncos | 0 – 63 | Winterthur Warriors |  |

| 26 aprile 1992 | Lugano Seagulls | 50 – 0 | Zug Dolphins |  |

#### 5ª giornata
| 3 maggio 1992 | Gladiators Pratteln | 30 – 8 | Monthey Rhinos |  |

| 3 maggio 1992 | Bienna Jets | 20 – 0 | Berner Grizzlies |  |

| 3 maggio 1992 | Lugano Seagulls | 55 – 7 | Landquart Broncos |  |

| 3 maggio 1992 | Turgovia Lions | 6 – 28 | Zug Dolphins |  |

#### 6ª giornata
| 17 maggio 1992 | Landquart Broncos | 0 – 20 | Turgovia Lions |  |

| 17 maggio 1992 | Berner Grizzlies | 21 – 8 | Monthey Rhinos |  |

| 17 maggio 1992 | Lugano Seagulls | 6 – 12 | Winterthur Warriors |  |

| 17 maggio 1992 | Argovia Steelers | 0 – 20 | Bienna Jets |  |

#### 7ª giornata
| 24 maggio 1992 | Monthey Rhinos | 7 – 6 | Argovia Steelers |  |

| 24 maggio 1992 | Gladiators Pratteln | 22 – 32 | Berner Grizzlies |  |

| 24 maggio 1992 | Zug Dolphins | 62 – 0 | Landquart Broncos |  |

| 24 maggio 1992 | Turgovia Lions | 0 – 22 | Winterthur Warriors |  |

#### 8ª giornata
| 31 maggio 1992 | Argovia Steelers | 0 – 20 | Gladiators Pratteln |  |

| 31 maggio 1992 | Monthey Rhinos | 0 – 58 | Bienna Jets |  |

| 31 maggio 1992 | Winterthur Warriors | 38 – 12 | Zug Dolphins |  |

| 31 maggio 1992 | Turgovia Lions | 25 – 10 | Lugano Seagulls |  |

#### 9ª giornata
| 14 giugno 1992 | Bienna Jets | 24 – 16 | Gladiators Pratteln |  |

| 14 giugno 1992 | Zug Dolphins | 26 – 12 | Lugano Seagulls |  |

| 14 giugno 1992 | Winterthur Warriors | 73 – 0 | Landquart Broncos |  |

| 14 giugno 1992 | Berner Grizzlies | 56 – 12 | Argovia Steelers |  |

#### 10ª giornata
| 21 giugno 1992 | Monthey Rhinos | 6 – 12 | Gladiators Pratteln |  |

| 21 giugno 1992 | Berner Grizzlies | 14 – 48 | Bienna Jets |  |

| 21 giugno 1992 | Landquart Broncos | 0 – 20 | Lugano Seagulls |  |

| 21 giugno 1992 | Zug Dolphins | 2 – 6 | Turgovia Lions |  |

### Classifica
La classifica della regular season è la seguente:
- PCT = percentuale di vittorie, G = partite giocate, V = partite vinte, P = partite perse, PF = punti fatti, PS = punti subiti
- Le squadre vincitrici sono indicate in verde

| Pos. | Squadra             | PCT   | G | V | P | PF  | PS  |
| ---- | ------------------- | ----- | - | - | - | --- | --- |
| 1    | Winterthur Warriors | 1.000 | 8 | 8 | 0 | 323 | 18  |
| 2    | Bienna Jets         | 1.000 | 8 | 8 | 0 | 276 | 58  |
| 3    | Berner Grizzlies    | .750  | 8 | 6 | 2 | 164 | 130 |
| 4    | Lugano Seagulls     | .500  | 8 | 4 | 4 | 176 | 118 |
| 5    | Zug Dolphins        | .500  | 8 | 4 | 4 | 172 | 141 |
| 6    | Gladiators Pratteln | .500  | 8 | 4 | 4 | 136 | 122 |
| 7    | Turgovia Lions      | .500  | 8 | 4 | 4 | 92  | 135 |
| 8    | Monthey Rhinos      | .250  | 8 | 2 | 6 | 92  | 183 |
| 9    | Argovia Steelers    | .000  | 8 | 0 | 8 | 31  | 206 |
| 10   | Landquart Broncos   | .000  | 8 | 0 | 8 | 19  | 370 |

## Playoff
| 28 giugno 1992 | Winterthur Warriors | 0 – 47 | Zürich Renegades |  |

| 28 giugno 1992 | Bienna Jets | 12 – 18 | Bülach Giants |  |

## Verdetti
- Winterthur Warriors e  Bienna Jets Co-campioni Lega Nazionale B 1992